# 8529 Sinzi
8529 Sinzi este un asteroid din centura principală de asteroizi.

## Descriere
8529 Sinzi este un asteroid din centura principală de asteroizi. A fost descoperit pe 19 octombrie 1992 la Kitami de Kin Endate și Kazuro Watanabe. El prezintă o orbită caracterizată de o semiaxă mare de 2,44 ua, o excentricitate de 0,15 și o înclinație de 5,6° în raport cu ecliptica.